# Walter Gilbert
Walter Gilbert (Boston, 21 marzo 1932) è un biochimico e fisico statunitense.
Vinse il premio Nobel per la chimica insieme a Frederick Sanger "per i loro contributi riguardanti la determinazione delle sequenze di basi negli acidi nucleici".

## Biografia
Studiò chimica e fisica all'Università di Harvard, conseguendo successivamente il dottorato alla Università di Cambridge nel 1957 con una tesi riguardante lo scattering delle particelle elementari. Dopo il dottorato, tra la fine degli anni cinquanta e i primi anni sessanta, tornò ad Harvard a tenere diverse lezioni di fisica teorica.
Dopo l'incontro con James Watson, avvenuto nell'estate 1960, nacque in lui l'interesse sperimentale per la biologia molecolare. Insieme con Allan Maxam sviluppò un nuovo metodo di sequenziamento del DNA. Nel 1979, insieme con Frederick Sanger, Gilbert vinse il Louisa Gross Horwitz Prize dalla Columbia University. Walter Gilbert fu il primo a introdurre il termine "ipotesi del mondo a RNA" nell'ambito dell'origine della vita, per un concetto proposto in precedenza da Carl Woese nel 1967. Dopo essere passato dalla fisica alla biologia molecolare, insegnò ad Harvard dapprima biofisica e successivamente biochimica e biologia molecolare. È un cofondatore dell'azienda biotecnologica Biogen, della quale fu anche il primo presidente del consiglio di amministrazione. Attualmente è presidente della Harvard Society of Fellows.
Nel tardo 1980, si mostrò scettico riguardo al ruolo del retrovirus HIV nello sviluppo dell'AIDS; più recentemente ha detto di considerare il successo dei farmaci sviluppati sin da allora come prova del fatto che l'HIV causi l'AIDS.